# RNIL 20
De RNIL 20 is een route nationale d'intérêt local in het Franse departement Essonne ten zuiden van Parijs. De weg loopt van de grens met Hauts-de-Seine via Massy, Étampes en Angerville naar de grens met Eure-et-Loir. In Hauts-de-Seine loopt de weg als D920 verder naar Antony en Parijs. In Eure-et-Loir loopt de weg verder als D2020 naar Orléans en Toulouse.

## Geschiedenis
Oorspronkelijk was de RNIL 20 onderdeel van de N20. In 2006 werd de weg overgedragen aan het departement Essonne, omdat de weg geen belang meer had voor het doorgaande verkeer. Essonne weigert echter om de weg een nieuw nummer te geven, waardoor de weg nog steeds als route nationale wordt aangegeven.